# La ciudad se levanta
La ciudad se levanta (en italiano: La città che sale) es un cuadro pintado entre 1910 y 1911 por el pintor italiano Umberto Boccioni. Su título original en la Mostra d'arte libera de Milán de 1911 era Il lavoro (El trabajo).

## Historia
Boccioni pintó este cuadro según la vista que tenía de Milán desde el balcón de la casa donde vivía. A pesar de que no es muy diferente a otras obras anteriores centradas en las afueras y a pesar de la presencia de elementos realistas (como por ejemplo la construcción o el espacio creado por la perspectiva), este cuadro es considerado la primera obra verdaderamente futurista del pintor.
Comprado en 1912 por el músico Ferruccio Busoni durante la exposición de arte futurista europeo, este cuadro es, hoy en día, parte de la colección del MoMA de Nueva York.

## Descripción
Los suburbios y el ambiente urbano en general han constituido siempre la base de un gran número de obras de Boccioni. Este cuadro muestra la construcción de una nueva ciudad, con sus desarrollos y su tecnología. Los edificios en construcción en los suburbios con chimeneas son visibles en la parte superior del cuadro, pero la mayor parte de la obra es ocupada por hombres y caballos difuminados en un esfuerzo dinámico.
Boccioni subraya así algunos de los elementos más típicos del futurismo, como la exaltación del trabajo humano y la importancia de la ciudad moderna construida alrededor de la comodidad moderna.
En La ciudad se levanta, Boccioni sustituye de entrada la visión naturalista de sus obras anteriores por una visión más dinámica. La exaltación visual de la fuerza y el movimiento, de la cual los protagonistas son los hombres y los caballos y no las máquinas, responde perfectamente a la línea del espíritu futurista. Este detalle es el que se considera la prueba de que Boccioni sigue evolucionando dentro del simbolismo, y hace visible el mito a través de la imagen, pero cambia este «mito» al separar la exploración psicológica arcaica del mundo humano, para reasignarlo al mito del hombre moderno, creador del nuevo mundo. En otras palabras, la intención del artista es retratar una escena de la época industrial pasando el sujeto representado de un momento normal de trabajo en un sitio cualquiera a la celebración de la idea de progreso industrial con su adelanto implacable, lo que representa el caballo inútilmente retenido por los hombres, que se aferran a su brida.

## Técnica

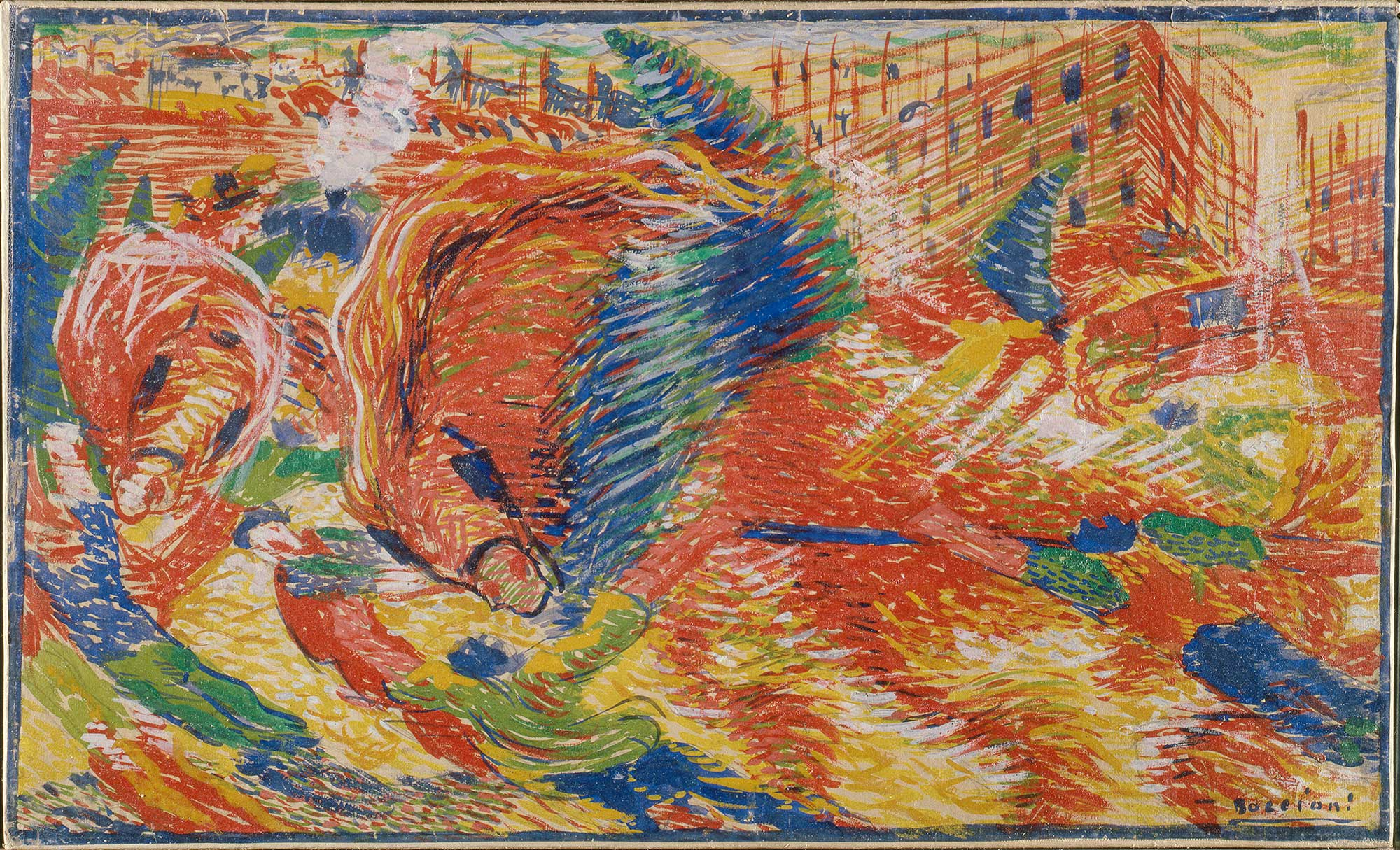
Esbozo de la obra

La influencia de Gaetano Previati es evidente en las pinceladas filamentosas y la técnica divisiva, los toques de pincel en puntos son, en efecto, muy realizados y usados para patentizar las líneas de fuerza que caracterizan el movimiento de las figuras, no tanto la construcción de masas y volúmenes, aunque las líneas pictóricas pretenden dar dinamismo a los volúmenes hasta el punto de hacerlos perder su consistencia y peso.

## Composición
El cuadro sigue un esquema que no deja de ser, empero, bastante clásico. Las formas son distribuidas en diferentes planos de profundidades específicas donde se pueden ver las figuras de primer plano en la parte inferior del cuadro, mientras en la superior, están las de planos más profundos.
La composición puede ser dividida en tres secciones horizontales que corresponden a los mismos tres planos:
Abajo, Boccioni colocó figuras humanas realizadas mediante líneas oblicuas que ponen en valor el esfuerzo dinámico. 
En el centro dominan las figuras ecuestres, de las cuales destacan tres, dos de ellas (las que están más a la derecha) tienen un color rojo y perfiles de color azul que representan los jinetes:
- uno blanco a la izquierda que se orienta hacia la derecha,
- uno en el centro que domina la imagen,
- un último a la derecha, sobre el anterior.

En la última sección, el plano más lejano, aparece al fondo de la periferia urbana, probablemente inidentificable, un barrio milanés en construcción.